# شارع 8 آذار (اللاذقية)

ساحة الأوقاف في شارع 8 آذار

شارع الثامن من آذار هو من المناطق الأساسية في قلب مدينة اللاذقية في سوريا، فهو قلب المدينة التجاري والسكاني والإداري، ويشكل مع شارع بغداد امتداداً واحداً. سُمِّي بهذا الاسم تيمناً بثورة الثامن من آذار في سنة 1963.